# Lista orașelor din Togo
- Aceasta pagină este o listă a orașelor din Togo.

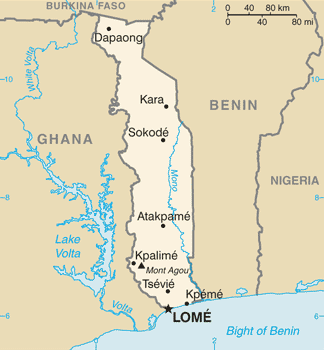
Harta statului Togo

- Agbodrafo
- Aného
- Atakpamé
- Badou
- Bafilo
- Bassar
- Dapaong
- Kandé
- Kara
- Kpalimé
- Lomé (capitală)
- Niamtougou
- Notsé
- Sansanné-Mango
- Sokodé
- Sotouboua
- Tchamba
- Togoville
- Tsévié
- Vogan